# الاتحاد النقابي لعمال غينيا

الاتحاد النقابي للعمال الغينيين (بالفرنسية: Union syndicale des travailleurs de Guinée)‏(USTG) هو مركز نقابي وطني في غينيا. وهو تابع لاتحاد النقابات الدولي.